# Mohammed Danjuma Goje
Mohammed Danjuma Goje, född 10 oktober 1952, är guvernör i delstaten Gombe i Nigeria sedan 29 maj 2003.